# غاري رايت
غاري رايت (بالإنجليزية: Gary Wright)‏ هو لاعب هوكي الجليد أمريكي، ولد في القرن العشرين في برلينغتون في الولايات المتحدة.

## وصلات خارجية
- غاري رايت على موقع EliteProspects.com (الإنجليزية)
- غاري رايت على موقع HockeyDB.com (الإنجليزية)